# Jesse Eisenberg
Jesse Adam Eisenberg (sinh ngày 5 tháng 10 năm 1983) là một nam diễn viên người Mỹ. Anh bắt đầu sự nghiệp với series phim ngắn hài kịch-bi kịch Get Real (1999-2000). Sau vai diễn chính đầu tiên của anh trong bộ phim hài-chính kịch Roger Dodger (2002), anh xuất hiện trong bộ phim chính kịch The Emperor's Club (2002), phim ly kỳ tâm lý The Village (2004), phim hài The Squid and the Whale (2005), hài kịch tối The Living Wake (2007) và phim chính kịch The Education of Charlie Banks (2007). Trong năm 2007, Eisenberg thắng giải Ngôi Sao Triển Vọng của Festival Phim Vail cho vai diễn của anh trong The Living Wake.
Trong năm 2009, anh đóng trong bộ phim hài kịch-chính kịch Adventureland và bộ phim kinh dị hài Zombieland. Sau đó, anh đã đóng vai nhà sáng lập Facebook Mark Zuckerberg trong The Social Network (năm 2010), vai diễn giúp anh thắng Giải thưởng BAFTA, Giải Quả Cầu Vàng lần thứ 68, và đề cử Giải oscar ở hạng mục Nam diễn viên xuất sắc nhất. Anh cũng đóng trong bộ phim Holy Rollers (năm 2010), bộ phim được đề cử cho giải thưởng giám khảo tại Liên hoan Phim Sundance. Vào tháng 10 năm 2011, Eisenberg đã lần đầu viết kịch cho vở Asuncion cho Off-Broadway của Nhà hát Rattlestick, được diễn ở Nhà hát Cherry Lane.
Kể từ đó, anh đã đi lồng tiếng cho một nhân vật hoạt hình, Blu, một con vẹt đuôi dài, trong phim hoạt hình Rio (năm 2011) và Rio 2 (2014), và đóng trong bộ phim hành động-hài kịch 30 Minutes or Less (năm 2011) và bộ phim trộm ảo thuật Now You See Me (2013). Anh ấy lại cộng tác với Kristen Stewart cho bộ phim  hành động-hài kịch, American Ultra (2015), anh cũng đã đóng, Alexander Luthor, Jr, con trai Lex Luthor, đối đầu với Henry Cavill, Ben Affleck, và Gal Gadot trong Batman đại chiến Superman: Ánh sáng công lý, được phát hành vào tháng 3 năm 2016. Eisenberg sẽ lấy lại vai của anh là J. Daniel Atlas trong phần tiếp theo của Now You See Me, Now You See Me 2, dự kiến công chiếu vào ngày 10 tháng 6, năm 2016.
Eisenberg đã đóng góp kịch bản cho trang web của The New Yorker và McSweeney. Anh đã viết kịch bản và đóng trong ba vở kịch cho Sân khấu New York (tính đến 2015): Asuncion, The Revisionist, và The Spoils. Vở kịch gần đây nhất, The Spoil, cũng có sự thủ vai của Kunal Nayyar, Michael Zegen, Erin Darke, và Annapurna Sriram, đã thắng giải The Blanche and Irving Laurie Foundation Theatre Visions Fund Award.
Vào ngày 8 tháng 9 năm 2015, cuốn sách đầu tiên của Eisenberg, Bream Gives Me Hiccups, ghép lại bởi nhiều mẩu truyện hài, được xuất bản.

## Cuộc đời thời trẻ
Eisenberg sinh ra ở Queens, New York, và lớn lên ở đó và ở Trấn East Brunswick New Jersey. Mẹ của anh, Amy (née Fishman), người dạy về nhạy cảm văn hóa trong bệnh viện, trước đó đã làm tên hề ở những bữa tiệc của trẻ em trong 20 năm. Cha, Barry Eisenberg, lái taxi, sau này sở hữu và làm việc tại một bệnh viện, và sau này trở thành một giáo sư đại học, dạy xã hội học. Anh có hai chị em, Hallie Kate Eisenberg, một cựu diễn viên nhí đã từng nổi tiếng là "Cô gái Pepsi" trong một loạt quảng cáo, và Kerri Eisenberg, bây giờ là Kerry Lea, cũng là một nữ diễn viên đã thành lập The Acting Creatively Veg Kids, một đoàn kịch trẻ em "dùng những đam mê cho lòng trắc ẩn để giải trí, giáo dục, và thay đổi cả thế giới" về ăn chay và quyền động vật.
Eisenberg cũng được nuôi lớn lên trong một gia đình Do Thái thế tục bắt nguồn từ Ba Lan và Ukraine. Anh đến Trường công cộng East Brunswick ở Frost School, Trường Cấp hai Hammarskjold, và Trường trung học phổ thông Churchill Junior, và học năm thứ hai ở Trường trung học East Brunswick. Eisenberg sau đó được chuyển tới Trường trung học biểu diễn nghệ thuật ở New York. Khi là sinh viên năm cuối, anh nhận được vai diễn để đời trong bộ phim hài kịch-chính kịch tư nhân Roger Dodger.
Eisenberg cố gắng hết sức để hòa nhập ở trường do chứng rối loạn lo âu và dễ nhạy cảm, và đã bắt đầu đóng kịch từ rất sớm. Khi 7 tuổi, anh đóng Oliver Twist trong một vở nhạc kịch của rạp xiếc trẻ em Oliver!", và ở tuổi 12 anh là diễn viên dự bị trong vở kịch tái tạo lại tác phẩm Summer and Smoke của Tennessee William. Ở tuổi 13, anh dự bị cho vai Scrooge Trẻ trong phiên bản nhạc kịch của A Christmas Carol có sự tham gia của Tony Randall. Eisenberg đã có vai diễn chuyên nghiệp đầu tiên trong một vở off-Broadway của Arje Shaw The Gathering vào tuổi 16. Anh nói, "Khi đóng kịch, tôi sẽ cảm thấy thoải mái hơn, vì mình bị ép phải cư xử theo một cách nhất định." Sau khi tốt nghiệp trung học, anh học về nhân chủng học ở The New School ở Greenwich Village, New York. Eisenberg học ngành nghệ thuật tự do, với chuyên môn là dân chủ và đa nguyên văn hóa. Ban đầu, anh đã nộp đơn xin và đã được nhận bởi Đại Học New York, nhưng đã từ bỏ để hoàn thành Roger Dodger.
Eisenberg bắt đầu viết kịch bản ở tuổi mười sáu, một vài trong số được cân nhắc bởi các studio lớn, nhưng anh bất mãn vì khả năng điều khiển các tác phẩm của anh khi chúng được bán. Trước khi nổi tiếng, Eisenberg đã gặp rắc rối với các luật sư của Woody Allen. Hồi là thiếu niên, anh viết một vở kịch về làm thế nào Woody Allen thay đổi tên của ông ta và chúng đã đến tay "người" của Allen. Thay vì một con dấu chấp thuận, Eisenberg nhận được hai lá thư "dừng và ngừng". Eisenberg thủ vai trong bộ phim năm 2012 To Rome with Love, cũng như bộ phim của Woody Allen Café Society.

## Sự nghiệp diễn xuất

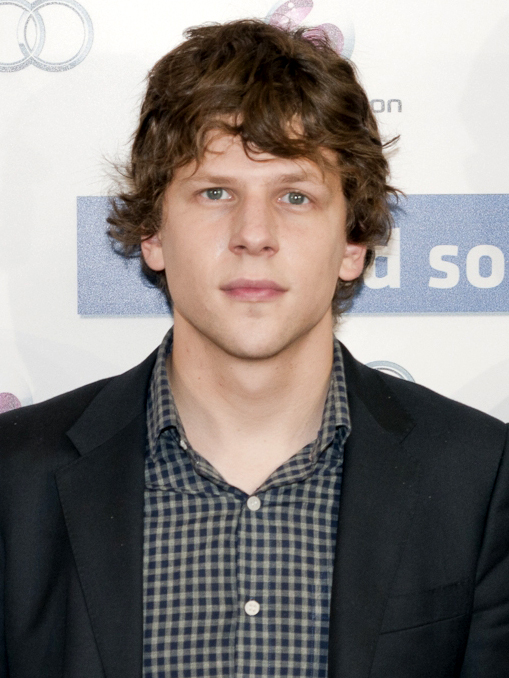
Eisenberg ở Madrid trong buổi công chiếu của The Social Network, tháng 10 năm 2010

Eisenberg đã có vai diễn đầu tiên trên truyền hình qua series Get Real, từ năm 1999 đến 2000. Năm 2001, anh xuất hiện trong quảng cáo Dr Pepper của Anh trong vai "Cậu Bé Cởi Truồng." Sau khi xuất hiện trong bộ phim  truyền hình Lightning: Fire from the Sky, anh đóng trong bộ phim độc lập Roger Dodger (bộ phim đã giúp anh thắng một giải thưởng Diễn viên Triển Vọng Nhất ở liên hoan phim San Diego), và bộ phim The Emperor's Club, cả hai đều được ra mắt năm 2002 với phản hồi tương đối tích cực.
Năm 2005, Eisenberg xuất hiện trong Cursed, một bộ phim kinh dị đạo diễn bởi Wes Craven, và The Squid and the Whale, một bộ phim độc lập được đánh giá cao với sự góp mặt của Laura Linney và Jeff Daniels. Trong năm 2007, anh đối đầu với Richard Gere và Terrence Howard trong The Hunting Party, bộ phim hồi hộp nơi anh vào vai một nhà báo Mỹ ở Bosnia. Trong năm 2009, Eisenberg đóng vai chính trong Adventureland, một bộ phim hài đạo diễn bởi Greg Mottola và quay ở công viên Kennywood gần Pittsburgh, bang Pennsylvania. Quay phim kết thúc vào tháng 10 năm 2007, và bộ phim ra mắt ở Liên hoan Phim Sundance năm 2009. Vào tháng 11 năm 2007, Eisenberg được tuyển vào bộ phim indie hài-chính kịch Holy Rollers cùng em gái,Hallie Eisenberg. Hắn đóng vai một người Do Thái Hasidic trẻ, người bị nhử đi buôn bán ma túy. Quay phim diễn ra ở New York vào năm 2008. Vào những năm cuối 2000, anh cũng đã có vai diễn trong những phim độc lập Solitary Man, vai Daniel, và Camp Hell, một bộ phim kinh dị đạo diễn bởi George Van Buskirk.
Eisenberg có vai diễn bứt phá trong vai anh chàng Colombus dễ bị kích thích thần kinh trong Zombieland. Bộ phim còn có sự tham gia của Woody Harrelson, Emma Stone, và Abigail Breslin trên một chuyến đi qua nước Mỹ sau ngày tận thế Zombie, và đã nổi một cách bất ngờ. Năm 2010, anh đóng cùng Andrew Garfield và Justin Timberlake trong vai người sáng lập Facebook Mark Zuckerberg trong phim The Social Network, bộ phim đã giúp anh nhận được giải Nam diễn viên xuất sắc nhất từ Ủy ban Quốc gia về Phê bình Điện ảnh, và đề cử cho Nam diễn viên xuất sắc nhất ở Giải BAFTA, Giải Quả cầu Vàng, Giải Oscar. Theo đạo diễn phim David Fincher, cả ông và nhà biên kịch Aaron Sorkin đã biết vai diễn sẽ thuộc về anh ngay sau khi họ xem đoạn băng thử vai. Ngày 22 tháng mười một, năm 2010 Eisenberg được vinh danh cùng với Whoopi Goldberg, Joycelyn Engle và Harvey Krueger, ở Buổi Đấu giá cho trẻ em của người nổi tiếng, giúp đỡ những trẻ em ở thảm họa Chernobyl. Steven Spielberg là chủ tịch của sự kiện hàng năm. Vào 29 tháng 1 năm 2011, Eisenberg dẫn chương trình Saturday Night Live trên kênh NBC, cùng ca sĩ khách mời Nicki Minaj. Trong đoạn độc thoại mở màn, Eisenberg đã được người sáng lập Facebook Mark Zuckerberg tham gia cùng.

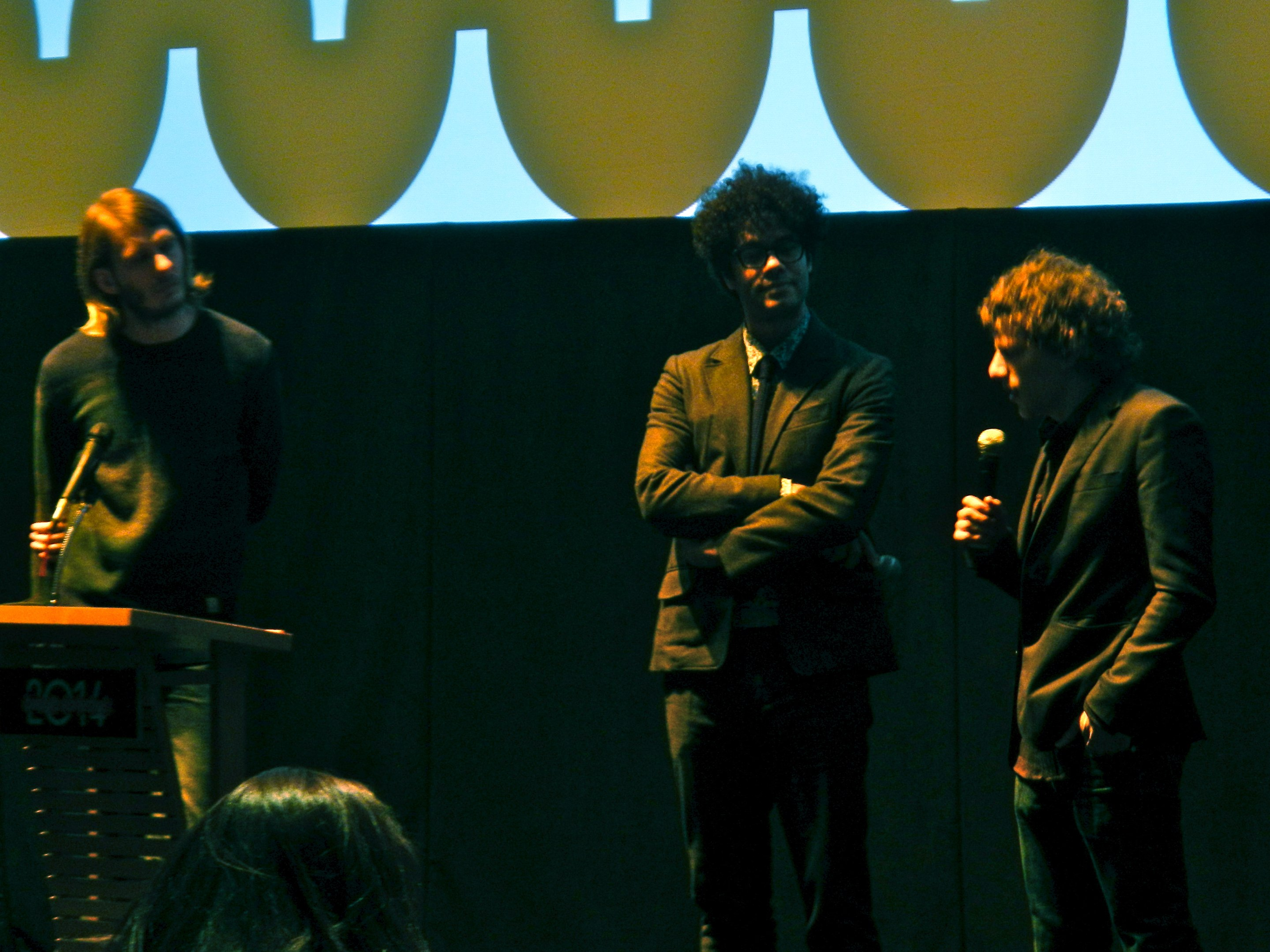
Richard Ayoade và Jesse Eisenberg nói về bộ phim The Double ở Liên hoan Phim Sundance (2014).

Vào năm 2011, anh đóng trong bộ phim hoạt hình gây bão phòng vé Rio, trong vai nhân vật chính Blu, một chú vẹt Spix thuần sống ở thành thị, cố để học bay, cùng với Anne Hathaway, đồng nghiệp cũ của anh (và người chị em trên màn ảnh) từ Get Real, cũng như George Lopez, Jake T. Austin, Tracy Morgan, Jemaine Clement, Leslie Mann, Rodrigo Santoro, will.i.am và Jamie Foxx. 
Anh hát một phần của bài hát "Real in Rio" trong album nhạc phim, bài hát đã được đề cử Giải Oscar cho Ca khúc nhạc phim hay nhất. Anh còn đóng cùng Aziz Ansari, Danny McBride, và Nick Swardson trong 30 Minutes or Less, một phim trộm hài kịch về một người giao pizza, thủ vai bởi Eisenberg, bị buộc phải cướp một ngân hàng, được công chiếu vào tháng 8 năm 2011. Vào tháng 10 năm 2011, Eisenberg đã viết kịch bản đầu tiên cho một tác phẩm của nhà hát Rattlestick Playwright Asuncion, được biểu diễn ở nhà hát Cherry Lane. Eisenberg cũng thủ vai trong vở kịch, được đạo diễn bởi Kip Fagan. Vở kịch kể về hai người bạn với tư tưởng tự do, đóng bởi Eisenberg và Justin Bartha, khi những giả định của họ bị thử thách bởi người bạn cùng phòng mới người Philippines, được đóng bởi Camille Mana.
Vào năm 2012, anh đóng với Melissa Leo trong Why Stop Now, một bộ phim về một người mẹ nghiện thuốc và đứa con trai là thần đồng âm nhạc, và trong bộ phim tình cảm hài hiện thực huyền ảo To Rome with Love, đạo diễn bởi Woody Allen. Cùng năm đó, anh đã đâm một đơn kiện đòi 3 triệu đô từ nhà sản xuất của bộ phim trên DVD Camp Hell, vì tội lạm dụng danh tiếng. Theo như đơn kiện, Eisenberg đồng ý xuất hiện trong phim coi như thiện ý với bạn của ah. Anh tham gia vào quá trình quay phim vào một ngày năm 2007, nhận được khoảng $3.000, và chỉ xuất hiện vài phút trong suốt bộ phim. Chính bởi sự xuất hiện khá ít ỏi, anh đã ngạc nhiên khi thấy mặt mình xuất hiện chủ đạo trên bìa DVD, ý rằng anh có vai chính trong bộ phim. Bên luật của anh đưa ra cho Luật California nhiều nguyên do khởi tố, trong đó có hoạt động kinh tế không công bằng và quyền quảng cáo.

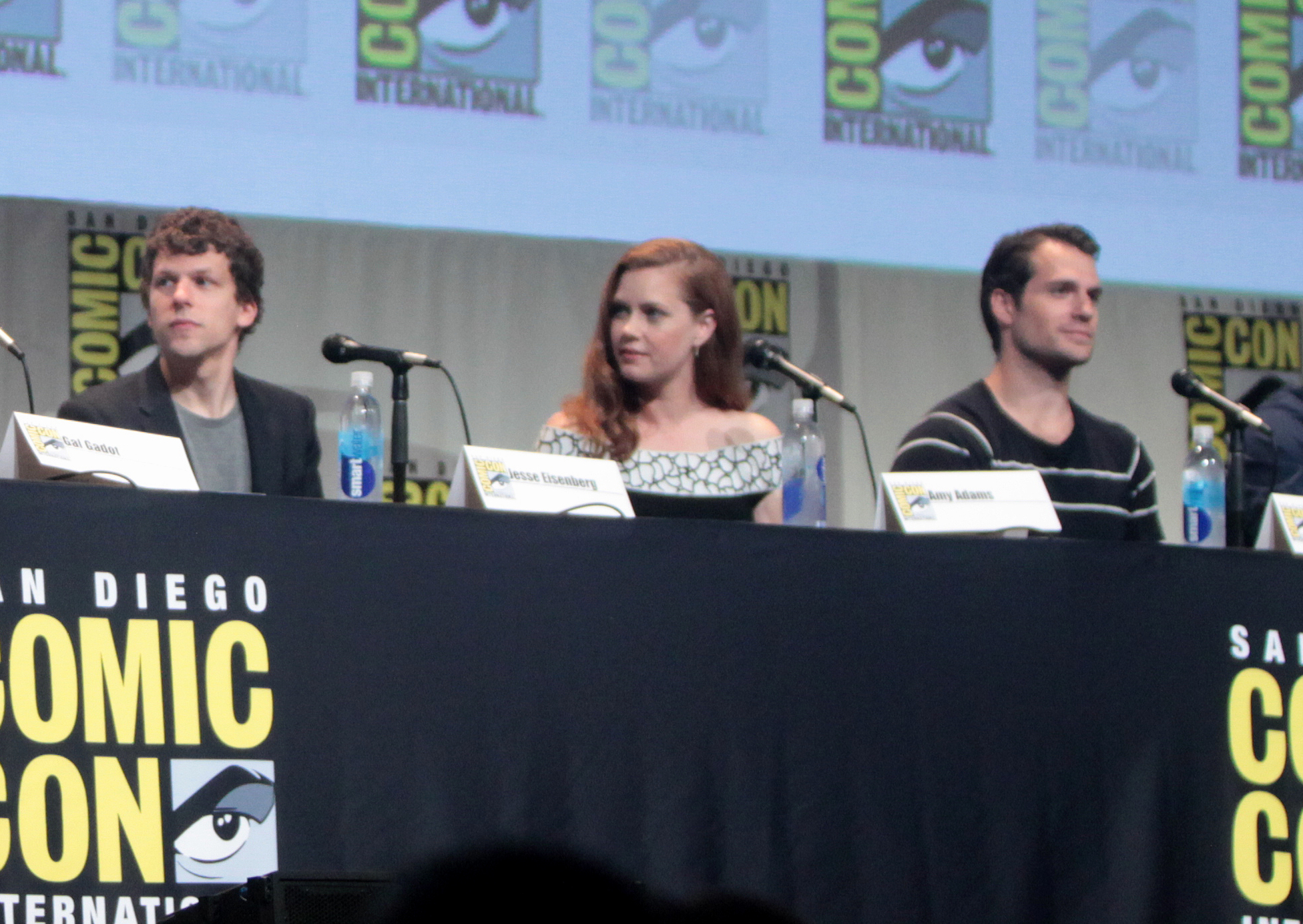
Eisenberg trong cuộc gặp mặt Batman v Superman ở San Diego Comic-Con International 2015

Năm 2013, Eisenberg gặp lại Woody Harrelson trong bộ phim giật gân trộm ảo thuật Now You See Me, trong vai một ảo thuật gia kín và nghệ sĩ đường phố được tuyển vào một nhóm bí mật gồm những ảo thuật gia ưu tú để thực hiện những vụ cướp ngân hàng bằng những trò ảo thuật, phân phát tiền của một thương gia giàu có (Michael Caine) lại cho nạn nhân của những kế hoạch tư bản bẩn thỉu của hắn. Năm đó, anh tuyên bố sẽ tiếp tục viết kịch, cho cả sân khấu và màn bạc, cũng như sẽ tiếp tục diễn xuất. Anh đóng trong bộ phim của Richard Ayoade, The Double, được quay vào năm 2012, và trở lại vai của ông ta, Blu trong Rio 2 (2014). Anh đóng cùng Kristen Stewart,trong bộ phim hành động hài American Ultra (2015), trong vai một đặc vụ giải nghệ bị truy đuổi bởi C.I.A.
Năm 2015, Eisenberg đóng vai nhà báo của Rolling Stone David Lipsky trong bộ phim tiểu sử The End of the Tour, đóng cùng Jason Segel, diễn tả tác giả David Foster Wallace quá cố.
Trong phần sau của Now You See Me, Now You See Me: The Second Act, khởi chiếu ngày 10 tháng 6, năm 2016. Eisenberg sẽ trở lại vai của anh là ảo thuật gia đường phố J. Daniel "Danny" Atlas.
Eisenberg đóng vai nhân vật phản diện Lex Luthor trong Batman v Superman: Dawn of Justice, được phát hành vào tháng 3 năm 2016. Như một phần của chiến dịch quảng cáo phim, một bài viết hư cấu về tập đoàn LexCorp "mới" trên báo Fortune, được thiết kế như một hồ sơ tạp chí và được xuất bản vào tháng 5 năm 2015, tiết lộ rằng tên đầy đủ của Lex Luthor là Alexander Luthor, Jr. Trong cuộc phỏng vấn, Luthor được mô tả là "một thiên tài 31 tuổi người đã biến một con khủng long hóa dầu cũ kĩ và máy móc thành một con cưng công nghệ của Fortune 500, điều mà vài người gọi là một thành tựu quá sức người." Về màn trình diễn của mình, Eisenberg đã nhận được phản hồi tiêu cực từ các nhà phê bình và khán giả trên toàn thế giới, với nhiều người khẳng định rằng vai diễn minh họa nhân vật rất sai lầm và đáng xấu hổ, biến bộ phim từ một không khí tối tăm và nghiêm túc thành một điều gợi nhớ đến những bộ phim Batman bị chế nhạo của Joel Schumacher. Từ đó đã nảy sinh một cuộc bàn luận về những điều nên được sửa đổi về nhân vật của Luthor trong Vũ trụ điện ảnh DC mở rộng, cũng như việc tiếp tục tuyển diễn viên này.
Eisenberg cũng đóng trong Café Society đạo diễn bởi Woody Allen. Những diễn viên khác bao gồm Jeannie Berlin, Blake Lively, Parker Posey, Steve Carell, Corey Stoll, Ken Stott, và Tony Sirico. Bộ phim sẽ có buổi công chiếu vào Liên hoan Phim Cannes vào ngày 11 tháng 5 năm 2016.

## Cuộc sống cá nhân
Eisenberg thích mèo và đã nhận nuôi nhiều động vật. Anh là một người ăn chay, và đã từng ăn kiêng trong khoảng thời gian ngắn. Hắn đã liên kết với Farm Sanctuary và đã xuất hiện tại vài gala của họ. Truyện ngắn của Eisenberg "Marv Albert is My Therapist" xuất hiện trên tờ The New Yorker năm 2013. Eisenberg đã viết một vài truyện cười khác cho chuyên mục của The New Yorker "Shouts & Murmurs", cũng như cho tờ McSweeney. Những câu chuyện này, cũng như một vài cậu chuyện khác, đã xuất hiện trong tiểu thuyết đầu tay của Eisenberg, Bream Gives Me Hiccups, được xuất bản vào ngày 8 tháng 9 năm 2015. Anh đã hẹn hò với Anna Strout, Trưởng ban Sự kiện và Dự án đặc biệt cho Công ty Nghệ thuật Đô thị ở New York, và cũng là một nữ diễn viên, từ năm 2002 đến 2012. Anh bắt đầu hẹn hò với nữ diễn viên Mia Wasikowska sau khi họ làm việc với nhau trong The Double.
Trong khi quay bộ phim The Hunting Party ở Bosnia và Herzegovina năm 2006, Eisenberg đã nảy ra một ý tưởng về một trang web chơi chữ đơn giản, OneUpMe, nơi mọi người có thể đưa ra câu trả lời cho những chủ đề chơi chữ hàng ngày để "one-up" lẫn nhau về mức độ sắc sảo của câu trả lời. Anh đã nhờ người anh họ đầu tiên, Eric Fisher, người mà trước đây từng làm việc như một người chỉ đạo Thiết kế Xã hội ở Facebook, để tạo ra trang web. Bộ phận người dùng chính là Facebook.
Eisenberg mắc chứng rối loạn ám ảnh cưỡng chế và khá công khai về nó. Anh nói về tình trạng của mình: "Tôi chạm vào đầu ngón tay một cách rất kì là; tôi không giẫm đè lên cách vết nứt; khi tôi bước sang một bề mặt mới từ thảm sang bê tông, hay từ bê tông sang gỗ, hay từ gỗ sang bê tông, bất kì bề mặt mới nào - tôi luôn đảm bảo mọi phần của bàn chân chạm mặt đất ngang nhau trước khi chạm vào bề mặt mới. Vậy nên tôi thường do dự trước khi bước vào một căn phòng mới."
Vào tháng chín 2015, Eisenberg tuyên bố rằng, bắt đầu từ tháng mười một, anh ấy sẽ quyên góp cho Middle Way House, một nơi trú ẩn cho nạn nhân bạo lực gia đình ở Bloomington, Indiana, $100,000 cho đến ngày 3 tháng tư. Tất cả những đóng góp sẽ dành cho khoản vay thế chấp quản lý bởi một ủy ban dẫn dắt bởi Eisenberg. Thành lập vào năm 1971, Middle Way cung cấp chỗ ở cho phụ nữ và trẻ con bỏ nhà ra đi vì bạo hành gia đình ở nhà. "Đó là một đoàn thể phi thường," Eisenberg đã nói với một phóng viên. "Đây là nơi mà những người dân được trải nghiệm một chương trình tuyệt vời và cuối cùng là làm việc ở đó. Nó đã cứu được rất nhiều mạng sống." Eisenberg cũng là một diễn viên của Theater of War, một tổ chức phi lợi nhuận đóng những tác phẩm của Sophocle bao gồm Ajax và Philoctetes cho các tổ chức quân đội và công dân khắp nước Mỹ và châu Âu. "Là một diễn viên, đôi khi bạn cảm thấy bị giới hạn bởi vai diễn bạn tham gia; trong những câu chuyện không có nhiều ý nghĩa. [Theater of War] cho phép bạn làm một việc nhiều ý nghĩa và tạo lợi ích cho con người... Đó là một mục đích cao cả hơn chỉ là một thú vui," Eisenberg nói về tổ chức này.
Eisenberg cũng trình diễn cho Voices of a People's History of the United States, đó là một tổ chức hoạt động để "khuyến khích công dân và làm giàu thêm về nền giáo dục lịch sử bằng cách mang lịch sử nước Mỹ lên sân khấu, đến với công chúng qua những tài liệu gốc." Anh đã đọc tác phẩm của Howard Zinn "The Problem is Civil Disobedience" (1970) cho Voices of a People's History như một phần của sự kiện năm 2011 "Chân dung Đại học New York". Eisenberg tham gia tổ chức Keep America Beautiful, tổ chức "khuyến khích những cá nhân để có trách nhiệm hơn trong việc cải thiện môi trường công cộng," cũng như Shoe Revolt,  là một "công ty lai khởi động, đấu giá giày của người nổi tiếng để triển khai một kế hoạch xã hội nhằm giáo dục, khuyến khích và tạo động lực cho người trẻ tuổi để đi đầu trong cuộc chiến chống mua bán mại dâm thông qua hoạt động với người đồng trang lứa, huấn luyện, các hoạt động và phát triển tổ chức xã hội."

## Phim đã tham gia

### Phim
| Năm  | Tựa đề                                                        | Vai diễn                                               | Ghi chú                                  |
| ---- | ------------------------------------------------------------- | ------------------------------------------------------ | ---------------------------------------- |
| 2002 | Roger Dodger                                                  | Nick                                                   |                                          |
| 2002 | Emperor's Club, TheThe Emperor's Club                         | Louis Masoudi                                          |                                          |
| 2004 | Village, TheThe Village                                       | Jamison                                                |                                          |
| 2005 | Squid and the Whale, TheThe Squid and the Whale               | Walt Berkman                                           |                                          |
| 2005 | Cursed                                                        | Jimmy Myers                                            |                                          |
| 2007 | Education of Charlie Banks, TheThe Education of Charlie Banks | Charlie Banks                                          |                                          |
| 2007 | Hunting Party, TheThe Hunting Party                           | Benjamin Strauss                                       |                                          |
| 2007 | One Day Like Rain                                             | Mark                                                   |                                          |
| 2007 | Living Wake, TheThe Living Wake                               | Mills Joaquin                                          |                                          |
| 2009 | Some Boys Don't Leave                                         | Boy                                                    | Phim ngắn                                |
| 2009 | Adventureland                                                 | James Brennan                                          |                                          |
| 2009 | Beyond All Boundaries                                         | Lt. Fiske Hanley / Sgt. Benjamin McKinney (lồng tiếng) | Phim ngắn                                |
| 2009 | Zombieland                                                    | Columbus                                               |                                          |
| 2010 | Holy Rollers                                                  | Sam Gold                                               |                                          |
| 2010 | Camp Hell                                                     | Daniel Jacobs                                          |                                          |
| 2010 | Solitary Man                                                  | Daniel Cheston                                         |                                          |
| 2010 | Social Network, TheThe Social Network                         | Mark Zuckerberg                                        |                                          |
| 2011 | Rio                                                           | Blu (lồng tiếng)                                       |                                          |
| 2011 | 30 Minutes or Less                                            | Nick Davis                                             |                                          |
| 2012 | Why Stop Now                                                  | Eli Bloom                                              |                                          |
| 2012 | Free Samples                                                  | Tex                                                    |                                          |
| 2012 | To Rome with Love                                             | Jack                                                   |                                          |
| 2013 | He's Way More Famous Than You                                 | Bản thân                                               |                                          |
| 2013 | Now You See Me                                                | J. Daniel "Danny" Atlas                                |                                          |
| 2013 | Night Moves                                                   | Josh Stamos                                            |                                          |
| 2013 | The Double                                                    | Simon James / James Simon                              |                                          |
| 2014 | Rio 2                                                         | Blu (lồng tiếng)                                       |                                          |
| 2015 | The End of the Tour                                           | David Lipsky                                           |                                          |
| 2015 | Louder Than Bombs                                             | Jonah                                                  |                                          |
| 2015 | American Ultra                                                | Mike Howell                                            |                                          |
| 2016 | Batman v Superman: Dawn of Justice                            | Lex Luthor                                             |                                          |
| 2016 | Café Society                                                  | Bobby                                                  | Đã hoàn thành                            |
| 2016 | Now You See Me 2                                              | J. Daniel "Danny" Atlas                                | Hậu sản xuất                             |
| 2017 | Justice League                                                | Lex Luthor                                             | Cameo; post-credits scene                |
| 2018 | The World Before Your Feet                                    | —                                                      | Executive producer                       |
| 2018 | The Hummingbird Project                                       | Vincent Zaleski                                        |                                          |
| 2019 | The Art of Self-Defense                                       | Casey Davies                                           |                                          |
| 2019 | Vivarium                                                      | Tom                                                    | Also executive producer                  |
| 2019 | Zombieland: Double Tap                                        | Columbus                                               |                                          |
| 2020 | Resistance                                                    | Marcel Marceau                                         |                                          |
| 2021 | Wild Indian                                                   | Jerry                                                  | Also executive producer                  |
| 2021 | Zack Snyder's Justice League                                  | Lex Luthor                                             | Director's cut of Justice League         |
| 2022 | When You Finish Saving the World                              | —                                                      | Writer and director                      |
| 2023 | Manodrome                                                     | Ralphie                                                |                                          |
| 2024 | Sasquatch Sunset                                              | Male Sasquatch                                         | Also producer                            |
| 2024 | A Real Pain                                                   | David Kaplan                                           | Also writer and director                 |
| TBA  | I'll Be Right There                                           | —                                                      | Executive producer only; post-production |

## Sách
- Eisenberg, Jesse (18 tháng 3 năm 2013). "Marv Albert is My Therapist là". Shouts & Murmurs.New York 89 (5): 34-35.